# 東京ESP
《東京ESP》是漫畫家瀬川はじめ的日本漫畫作品。在2013年5月宣布動畫化。並在2014年1月《月刊少年ACE》上確定放送時間會在7月份。3月12號動畫官網正式上線。

## 劇情簡介
“在我遇見他之前，我是不相信（奇跡）那種東西存在的。”帶著這樣的想法，漆葉凜華在回家路上發現了「飛在空中的企鵝」為了一夜暴富的凜華追蹤企鵝的時候遇到了發光的魚群，在追尋「飛在空中的企鵝」時，與空中飛過的光之魚接觸後失去了意識。第二天醒來，身體竟然穿過了地板！？同時東京出現了大量的超能力覺醒者……之后....

## 登場人物

### 主角
漆葉凜華（聲：木戶衣吹）
第一部的女主角。身處社會底層的女高中生，和父親相依為命。生活貧困，和暢遊在空中的魚群相遇並因此獲得穿越物體的能力。媽媽是外國人所以頭髮是金色，使用ESP時頭髮變為銀色，人稱「白色少女」。
跟父親學過腿功，能夠使出强力的飛踢「頭蓋骨粉碎踢」，也學習過名為Kari的武术（菲律賓魔杖，共分三個門派，分别為Arnis，Eskrmia及Kali「ESP中叫Kari」）。
與《食靈》中的土宮神樂是小學一年級同班同學。
能力：穿透
可以穿過任何東西但不能穿過生物。
東京太郎（聲：河本啓佑、田村睦心（幼年））
第一部的男主角，和凜華同校的前輩，自稱「CROW HEAD」對女人下不了手。
比凜華早一個月得到ESP，剛得到ESP時連家門都進不了。小時候父母在海外喪生，被拋棄在某個內戰國家，後來被父母的朋友教授領養回歸日本。
能力：瞬間移動（テレポート）
可以移動到自己想要的地點，有距離限制。
条幕蓮
第二部的主角。ESP学園的高等部1年生。步中学時代的同級生。喜歡是臼。
能力：凍結

### 主要人物
漆葉龍膽（聲：稻田徹）
凜華的父親，原為警官。由於長時間和凜華兩人生活，所以非常容易擔心凜華。
與《食靈》中的岩端晃司是表兄弟。
能力：念動力
移動周圍的物體。
黑井小節（聲：相澤舞）
繼承著代代相傳的盜賊血統。無視金錢只為揚名而進行盜賊工作。是人稱「BLACK FIST」的拳擊手。
能力：透明化
可以將身體或周遭的風景透明化。
江戶山紫（聲：田所梓）
小学生。黑道江户山會的會長女兒，當地人都害怕她，因此没有一个朋友。自從發現拥有飛天能力的小企後，每天给它送食物，也因此與凛華和京太郎認識。在仏田组要挟江户山會時被抓作人質，被困的期間中獲得超能力。
第二部中成為ESP学園中等部的2年生、警察的搜査協力者。對步抱有好感，也積極的應援喜歡是臼的蓮。
能力：Psychometry
可以看到所接觸物體上的思念或記憶或是過去型態的超能力，甚至能完全模仿過去使用者的動作（Remember - 追憶），但動作超出身體的負擔會做成肌肉酸痛。
佩吉（聲：水原薰）
在空中飛行追趕著光之魚的企鵝。寄宿在凛華家。可以將寄宿在能力者體內中的光之魚取出並吃掉，因此被教授稱為「回收者」。
養谷藩田衛門（聲：井上和彥）
元警視廳的武術指導，龍膽的師父，通稱養谷老師。在第一部訓練凜華時最喜歡對她使出「貓熊襲胸拳」。
常穿著貓熊的玩偶裝。
能力：遠隔視
可以看見周圍10公里的情形。
大空步（聲：緒方惠美）
國中2年級生。養谷老師的弟子，武術能力很強。
能力：預知
只能夠預知2秒後發生在自己身邊的未來。

### 警察官
是臼鐵矢
第二部登場。ESP学園的高等部1年生兼ESP警察的潜入搜査官。為了保護被超能力解放戰線當成目標的蓮，而陪伴在蓮身邊，並搬家到蓮家的隔壁。不喜歡水。
能力：
能夠自由操縱金属。
雲出井寧寧
第二部登場。警視廳刑事部ESP課的警察官，是臼的同事。25歳。有著奧林匹克出場經驗的選手，因ESP覺醒的緣故作為選手的資格被取消了。是是臼所尊敬的前輩。
能力：操縱水的能力
自由的操縱水流。
海老澤
第二部登場。警視廳刑事部ESP課的男性警察官，是臼的同僚。
腓對人
第二部登場。警視廳刑事部ESP課的警察官課長。是臼、寧寧與海老澤的上司。
能力：幻術
將自己的想線展現給他人，但範圍狹窄，只有10米，威力足以匹敵教授。

### 教授一方
教授 /東北齋（聲：川原慶久）
京太郎的養父。據說由第一次與東京太郎見面時開始所使用的臉貌都是由幻術構成。
能力：幻惑
讓別人看見自己想像出來的場景。
東美奈實（聲：三澤紗千香）
教授的女兒。性格冷酷，一心想幫教授報仇。實力高強。
能力：瞬間移動（テレポート）
和京太郎相同的能力，移動距離較長。
黑井弧月（聲：今野宏美）
小節的妹妹。
能力：瞬間移動
能使用可將物體從任何地方召喚出的「物品提取」，以及逆傳輸的「物品傳送」。

### 主要人物的家族・友人
江戶山（聲：中田讓治）
江戶山會的會長。
大空麗亞（聲：大浦冬華）
眾議院議員，步的母親。砂糖黨（虛構）議員。
丸山丸芽
第二部登場。ESP学園的高等部1年生，蓮的朋友。
淺倉薊
第二部登場。ESP学園的高等部1年生，蓮的朋友。

## 用語解說
超能力（ESP：Extra Sensory Perception的縮寫）

光之魚
喚醒ESP的謎之存在，只在夜晚現身，有人看得到有人看不到。可以將通過的生物體進行細胞突變而喚醒ESP。除了人類之外，甚至連動物也可以喚醒ESP。當宿主瀕死時光之魚則會離開宿主，即使宿主後來被救活亦會失去ESP。但可通過再接觸光之魚重新獲得ESP，而能力也將和上次的一樣，所以所有光之魚都是一樣的，有無接觸光之魚的能力，和當事人不同的能力是個人間的差別。
石板
傳說中的十誡石板，藏著光之魚。被發現時共有兩塊，一同放在「約櫃」裡被藏在某個地方。其中一塊在發現時被人摔破。

## 出版書籍
| 卷數   | 角川書店       | 角川書店               | 台灣角川       | 台灣角川               |
| 卷數   | 發售日期       | ISBN                   | 發售日期       | ISBN                   |
| 第一部 | 第一部         | 第一部                 | 第一部         | 第一部                 |
| ------ | -------------- | ---------------------- | -------------- | ---------------------- |
| 1      | 2010年7月26日  | ISBN 978-4-04-715488-9 | 2011年8月31日  | ISBN 978-986-287-630-5 |
| 2      | 2010年11月26日 | ISBN 978-4-04-715560-2 | 2011年9月24日  | ISBN 978-986-287-363-2 |
| 3      | 2011年3月26日  | ISBN 978-4-04-715654-8 | 2011年10月28日 | ISBN 978-986-287-391-5 |
| 4      | 2011年8月26日  | ISBN 978-4-04-715760-6 | 2012年3月21日  | ISBN 978-986-287-630-5 |
| 5      | 2012年1月26日  | ISBN 978-4-04-120097-1 | 2012年7月26日  | ISBN 978-986-287-847-7 |
| 6      | 2012年6月26日  | ISBN 978-4-04-120294-4 | 2013年1月23日  | ISBN 978-986-325-125-5 |
| 第二部 |                |                        |                |                        |
| 7      | 2012年12月26日 | ISBN 978-4-04-120528-0 | 2013年7月11日  | ISBN 978-986-325-474-4 |
| 8      | 2013年5月26日  | ISBN 978-4-04-120674-4 | 2013年12月5日  | ISBN 978-986-325-653-3 |
| 9      | 2013年12月26日 | ISBN 978-4-04-120954-7 | 2014年5月6日   | ISBN 978-986-325-944-2 |
| 10     | 2014年6月26日  | ISBN 978-4-04-101910-8 | 2014年11月20日 | ISBN 978-986-366-232-7 |
| 11     | 2014年6月26日  | ISBN 978-4-04-121060-4 | 2015年4月10日  | ISBN 978-986-366-451-2 |
| 12     | 2014年10月25日 | ISBN 978-4-04-101911-5 | 2015年8月13日  | ISBN 978-986-366-680-6 |
| 13     | 2015年5月26日  | ISBN 978-4-04-103062-2 | 2016年3月16日  | ISBN 978-986-366-984-5 |
| 14     | 2015年10月26日 | ISBN 978-4-04-103077-6 | 2016年6月13日  | ISBN 978-986-473-138-1 |
| 15     | 2016年4月26日  | ISBN 978-4-04-103078-3 | 2017年4月24日  | ISBN 978-986-473-623-2 |
| 16     | 2016年9月26日  | ISBN 978-4-04-104681-4 | 2017年9月18日  | ISBN 978-986-473-881-6 |

## 電視動畫

### 製作人員
- 原作：瀨川初（少年Ace連載／角川Comics A刊）
- 監督：高柳滋仁
- 系列構成：倉田英之
- 劇本：倉田英之、高山克彥、加茂靖子
- 角色設計、總作畫監督：瀧山真哲
- 副角色設計：石原滿
- 道具設計：松村拓哉
- 美術監督：木下了香
- 美術設定：金城沙綾
- 色彩設計：油谷由美
- 攝影監督：中田智之
- CG監督：塚本倫基
- 編輯：野川仁
- 音響監督：鶴岡陽太
- 音響效果：倉橋裕宗
- 音響擔當：杉山好美
- 音響工作室：Studio2010:
- 音響製作：樂音舍
- 音樂：Evan Call（Elements Garden）
- 音樂製作：Lantis
- 音樂製作人：齋藤滋、吉江輝成
- 執行製作人：安田猛
- 製片人：伊藤敦
- 動畫製作人：小山剛弘
- 動畫製作：XEBEC
- 製作：「東京ESP」製作委員會

### 主題曲
片頭曲（第2話－第12話）
作詞、作曲：上松範康（Elements Garden），編曲：藤間仁（Elements Garden），主唱：飛蘭
第1話未使用。
片尾曲（第1話－第3話、第5話－第11話）
作詞：YUI，作曲：紫煉，編曲：紫煉、妖精帝國，主唱：妖精帝國
片尾曲「Lasting Memories」（第4話）
作詞：松井洋平，作曲、編曲：本田光史郎，主唱：江戶山紫（田所梓）
插入曲「Dark Side of the Light」（第1話）
作詞：渡邊美佳、作曲：上松範康、編曲：上松範康，主唱：飛蘭
原本為『食靈-零-』中特戰四課的印象歌。

### 各話列表
| 話數     | 日文標題        | 中文標題               | 劇本     | 分鏡              | 演出              | 作畫監督                                                            |
| -------- | --------------- | ---------------------- | -------- | ----------------- | ----------------- | ------------------------------------------------------------------- |
| SCENE 01 |                 | 白色少女               | 倉田英之 | 高柳滋仁          | 高柳滋仁          | 前田明壽、石原滿 加藤優                                             |
| SCENE 02 |                 | 女孩遇見男孩           | 高山克彥 | 高柳滋仁          | 高柳滋仁          | 岸本誠司、瀧山真哲 小田多恵子                                       |
| SCENE 03 |                 | 企鵝與少女             | 倉田英之 | 吉田英俊          | 石井和彥          | 空流邊廣子                                                          |
| SCENE 04 |                 | 雨、戒指與少女         | 倉田英之 | 西森章            | 黑田幸生          | 小島智加、渡邊佳奈子                                                |
| SCENE 05 |                 | 相遇，幻象與少女       | 倉田英之 | 吉川浩司          | 岡村正弘          | 石原滿、岸本誠司                                                    |
| SCENE 06 |                 | 不同的少女，不同的想法 | 倉田英之 | 加戶譽夫 松下周平 | 富久保彥          | 飯飼一幸、關口雅浩 津熊健德                                         |
| SCENE 07 |                 | 雨中的少女們           | 高山克彥 | 中山勝一          | 鎌仲史陽          | 松岡秀明                                                            |
| SCENE 08 |                 | 滿月之時，出動的少女們 | 倉田英之 | 吉川浩司          | 飯村正之          | 岸本誠司、石原滿 都竹隆治、糸島雅彥 加藤優                          |
| SCENE 09 |                 | 襲擊·ESP女孩           | 高山克彥 | 中山勝一          | 黑田幸生          | 柳瀨讓二、渡邊佳奈子 津熊健德、佐野陽子 森田實、池津壽惠 赤尾良太郎 |
| SCENE 10 |                 | 在痛哭之中…            | 加茂靖子 | 富久保彥          | 富久保彥          | 飯飼一幸、關口雅浩 津熊健德                                         |
| SCENE 11 | Tokyo girls war | 東京少女的戰鬥         | 倉田英之 | 石井和彥          | 中島大輔          | 石原滿、岸本誠司 藤原奈津子、糸島雅彥 藤田正幸、大河原晴男          |
| SCENE 12 |                 | 東京ESP少女            | 倉田英之 | 岡村正弘          | 高柳滋仁 岡村正弘 | 瀧山真哲、石原滿 岸本誠司、加藤優 糸島雅彥                          |

### 播放電視台
日本深夜動畫：下文記載的日本国内播放時間使用日本標準時間（UTC+9）表示。因為部分時間标识會採用30小时制，因此請留意这类超过24:00的时间，其實際播放時間為翌日清晨。
| 播放地區 | 播放電視台   | 播放日期               | 播放時間（UTC+9）         | 所屬聯播網 | 備註           |
| -------- | ------------ | ---------------------- | ------------------------- | ---------- | -------------- |
| 東京都   | TOKYO MX     | 2014年7月11日－9月26日 | 星期五 25時35分－26時05分 | 獨立UHF局  |                |
| 日本全國 | BS11         | 2014年7月12日－9月27日 | 星期六 27時00分－27時30分 | 衛星電視   | 『ANIME+』節目 |
| 埼玉縣   | 埼玉電視台   | 2014年7月13日－9月28日 | 星期日 24時00分－24時30分 | 獨立UHF局  |                |
| 千葉縣   | 千葉電視台   | 2014年7月13日－9月28日 | 星期日 24時00分－24時30分 | 獨立UHF局  |                |
| 神奈川縣 | 神奈川電視台 | 2014年7月13日－9月28日 | 星期日 24時00分－24時30分 | 獨立UHF局  |                |
| 兵庫縣   | SUN電視台    | 2014年7月13日－9月28日 | 星期日 24時30分－25時00分 | 獨立UHF局  |                |
| 福岡縣   | TVQ九州放送  | 2014年7月13日－9月28日 | 星期日 26時30分－27時00分 | 東京電視網 |                |
| 岐阜縣   | 岐阜放送     | 2014年7月15日－9月30日 | 星期二 24時00分－24時30分 | 獨立UHF局  |                |
| 三重縣   | 三重電視台   | 2014年7月16日－        | 星期三 25時20分－25時50分 | 獨立UHF局  |                |

## 相关事件
東京ESP于2015年遭到官方查处，并已下架或被禁止搜索。

## 關連項目
- 科學奇幻
- 超常現象
- 歐帕茲

## 腳注
1. ↑  .   [2013-08-25]. （原始内容存档于2020-04-14）.
2. ↑  .   [2014-02-04]. （原始内容存档于2014-02-22）.
3. ↑  .   [2014-03-12]. （原始内容存档于2021-02-27）.

## 外部連結
- （日語） 瀨川初『東京ESP』｜web KADOKAWA（原作公式網站） （页面存档备份，存于）
- （日語） 少年ACE公式網站 （页面存档备份，存于）
- （日語） 電視動畫公式網站 （页面存档备份，存于）
- （简体中文） 东京ESP 爱奇艺中文独播专区
- （日語） 電視動畫「東京ESP」公式Twitter的X（前Twitter）